# Carly Patterson
Carly Patterson (Baton Rouge, 4 februari 1988) is een Amerikaans voormalig turnster en zangeres. Ze vertegenwoordigde haar vaderland op de Olympische Zomerspelen 2004 in Athene. Hier werd ze de tweede turnster voor de Verenigde Staten die op een Olympische meerkamp een gouden medaille behaalde (Mary Lou Retton won deze medaille als eerste tijdens de Olympische Zomerspelen in 1984) en Patterson was de eerste turnster die deze medaille won op een niet-geboycotte Olympische Spelen.
Na de Olympische Zomerspelen van 2004 bleek Patterson problemen met haar ruggenwervels te hebben waardoor ze minder moest gaan trainen en in 2006 volledig moest stoppen met de sport.
Patterson was de eerste turnster die het naar haar vernoemde 'Patterson' element op de balk uitvoerde, een arabier gevolgd door een halve draai om de lengte as direct gevolgd door twee salto's.
Na haar topsport carrière schreef Patterson een turnboek voor kinderen, verscheen ze in de film 'Stick it' en verscheen ze in verschillende televisie programma's zoals The Ellen DeGeneres Show, 'Celebrity Duets' en 'Hollywood at Home'. Tegenwoordig is ze een motiverend spreker en is ze betrokken bij meerdere goede doelen.
In 2012 trouwde ze met Mark Caldwell.

## Resultaten

### Olympische Zomerspelen
| Jaar | Plaats | Resultaten                                  |
| ---- | ------ | ------------------------------------------- |
| 2004 | Athene | Team meerkamp · Individuele meerkamp · Balk |

### Wereldkampioenschappen
| Jaar | Plaats  | Resultaten                           |
| ---- | ------- | ------------------------------------ |
| 2003 | Anaheim | Team meerkamp · Individuele meerkamp |

### Top scores
Hoogst behaalde scores op mondiaal niveau (Olympische Spelen of Wereldkampioenschap finales).
| Onderdeel            | Score  | Wedstrijd                   | Locatie |
| -------------------- | ------ | --------------------------- | ------- |
| Individuele meerkamp | 38.387 | Olympische Zomerspelen 2004 | Athene  |
| Balk                 | 9.775  | Olympische Zomerspelen 2004 | Athene  |

## Discografie

### Singles
| Jaar | Titel           | Duur | Platenlabel        |
| ---- | --------------- | ---- | ------------------ |
| 2008 | Temporary life  | 3:42 | Music Mind Records |
| 2009 | Time to wake up | 3:10 | Music Mind Records |
| 2010 | Here I am       | 4:25 | Music Mind Records |

- Pattersons 'Here I am' werd gebruikt bij de promotie van het tweede seizoen van ABC's televisieserie 'Make it or break it'.

### Albums
| Jaar | Album titel           | Nummer titel                | Duur | Platenlabel        |
| ---- | --------------------- | --------------------------- | ---- | ------------------ |
| 2009 | Back to the beginning | Step away                   | 2:50 | Music Mind Records |
| 2009 | Back to the beginning | Time to wake up             | 3:10 | Music Mind Records |
| 2009 | Back to the beginning | Temporary life              | 3:42 | Music Mind Records |
| 2009 | Back to the beginning | To get to know me           | 3:31 | Music Mind Records |
| 2009 | Back to the beginning | The chase                   | 3:03 | Music Mind Records |
| 2009 | Back to the beginning | Tears                       | 3:28 | Music Mind Records |
| 2009 | Back to the beginning | Lost in me                  | 4:19 | Music Mind Records |
| 2009 | Back to the beginning | Back to beginning           | 3:35 | Music Mind Records |
| 2009 | Back to the beginning | Gone                        | 3:39 | Music Mind Records |
| 2009 | Back to the beginning | Forever's come and gone     | 3:45 | Music Mind Records |
| 2009 | Back to the beginning | The chase [high octane mix] | 3:05 | Music Mind Records |